# جون غودارد ستيرنز جونيور
جون غودارد ستيرنز جونيور (بالإنجليزية: John Goddard Stearns, Jr.)‏ هو مهندس معماري أمريكي، ولد في 1843، وتوفي في 17 سبتمبر 1917.